# سكك حديد باكستان
السكك الحديدية الباكستانية (بالأردية: پاکستان ریلویز) هي شركة السكك الحديدية الوطنية المملوكة للدولة في باكستان. تأسست في عام 1861 ومقرها في لاهور، وتملك 7,791 كيلومتر (4,841 ميل) من المسار عبر باكستان من تورخام إلى كراتشي وتقوم بتشغيل خدمة الشحن والركاب. عرفت السكك الحديدية الباكستانية أيضًا باسم سكك حديد باكستان الغربية من 1947 إلى 1974.
في عام 2014 وزارة السكك الحديدية دشنت رؤية باكستان السكك الحديدية 2026، التي تسعى لزيادة حصة الشركة في قطاع النقل من أربعة إلى 20 في المئة مع الصين - باكستان الاقتصادية الممر السكك الحديدية الترقية. تشمل الخطة قاطرات جديدة وتطوير وتحسين البنية التحتية الحالية للسكك الحديدية، وزيادة في متوسط سرعة القطار، وتحسين الأداء في الوقت المحدد وتوسيع خدمة الركاب. تم الانتهاء من المرحلة الأولى من المشروع في عام 2017، ومن المقرر الانتهاء من المرحلة الثانية بحلول عام 2021. باكستان السكك الحديدية هي عضو نشط في الاتحاد الدولي للسكك الحديدية. في السنة المالية 2018/19، خدمت السكك الحديدية الباكستانية 70 مليون مسافر.

## معرض صور

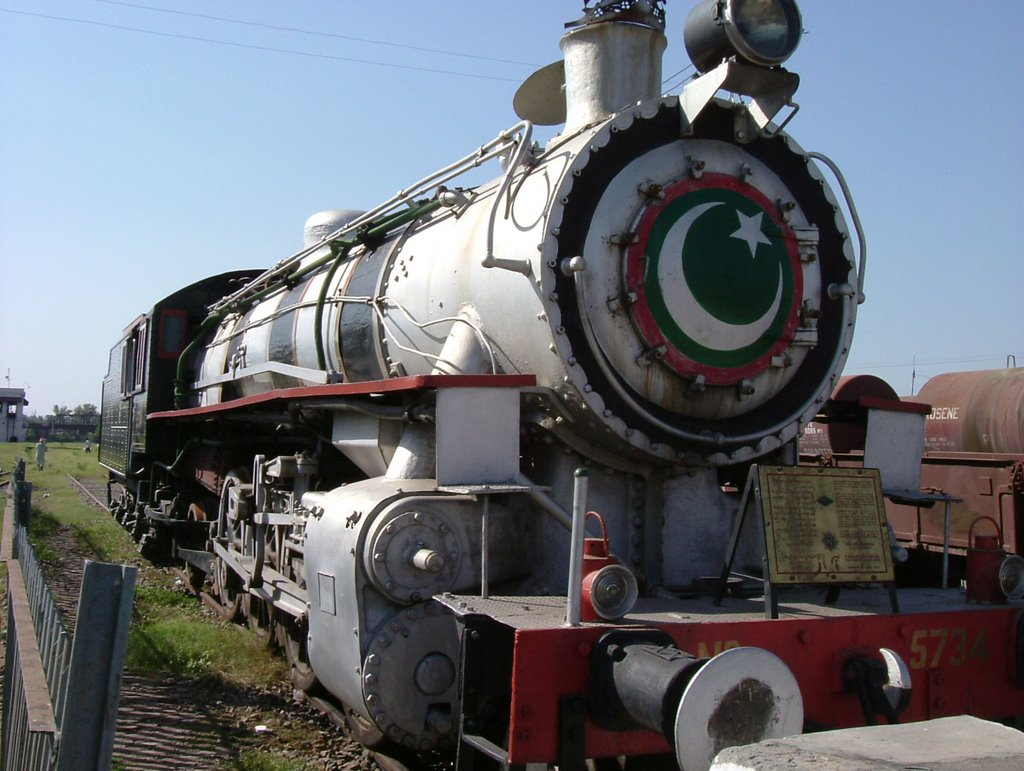
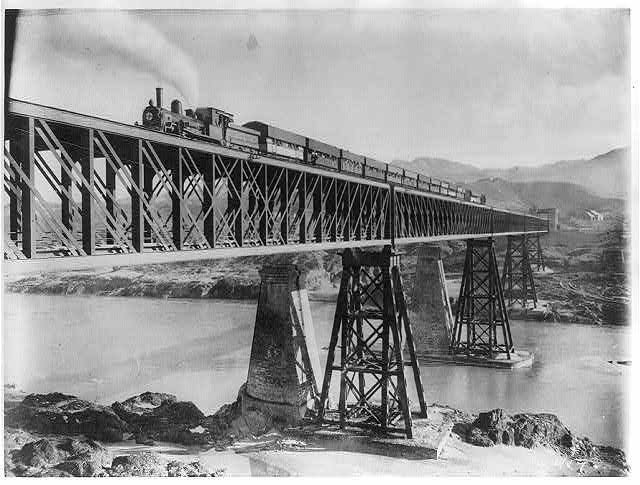
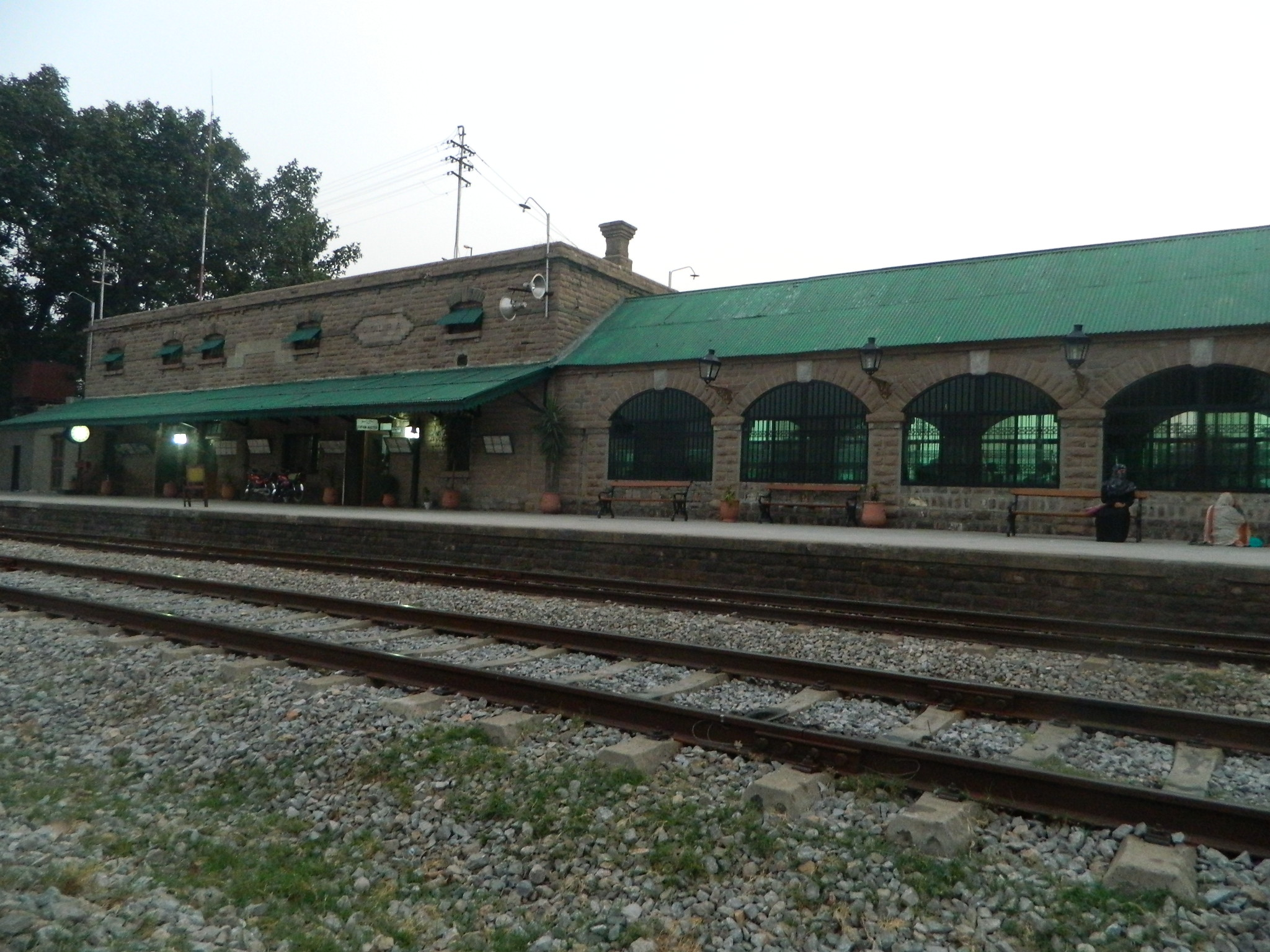

## روابط خارجية
- Official website of Pakistan Railways نسخة محفوظة 1 فبراير 2021 على موقع واي باك مشين.
- Pakistan Ministry of Railways
- "Pakistan Railways Heritage Society". مؤرشف من الأصل في 2009-10-27. اطلع عليه بتاريخ 2010-11-11.
- Pakistani train spotters
- Images of Pakistan trains
- Pakistan Railways on Google Maps: current and planned tracks and major stations
- Pakistan Railway Jobs